# Lâu đài Lemberk

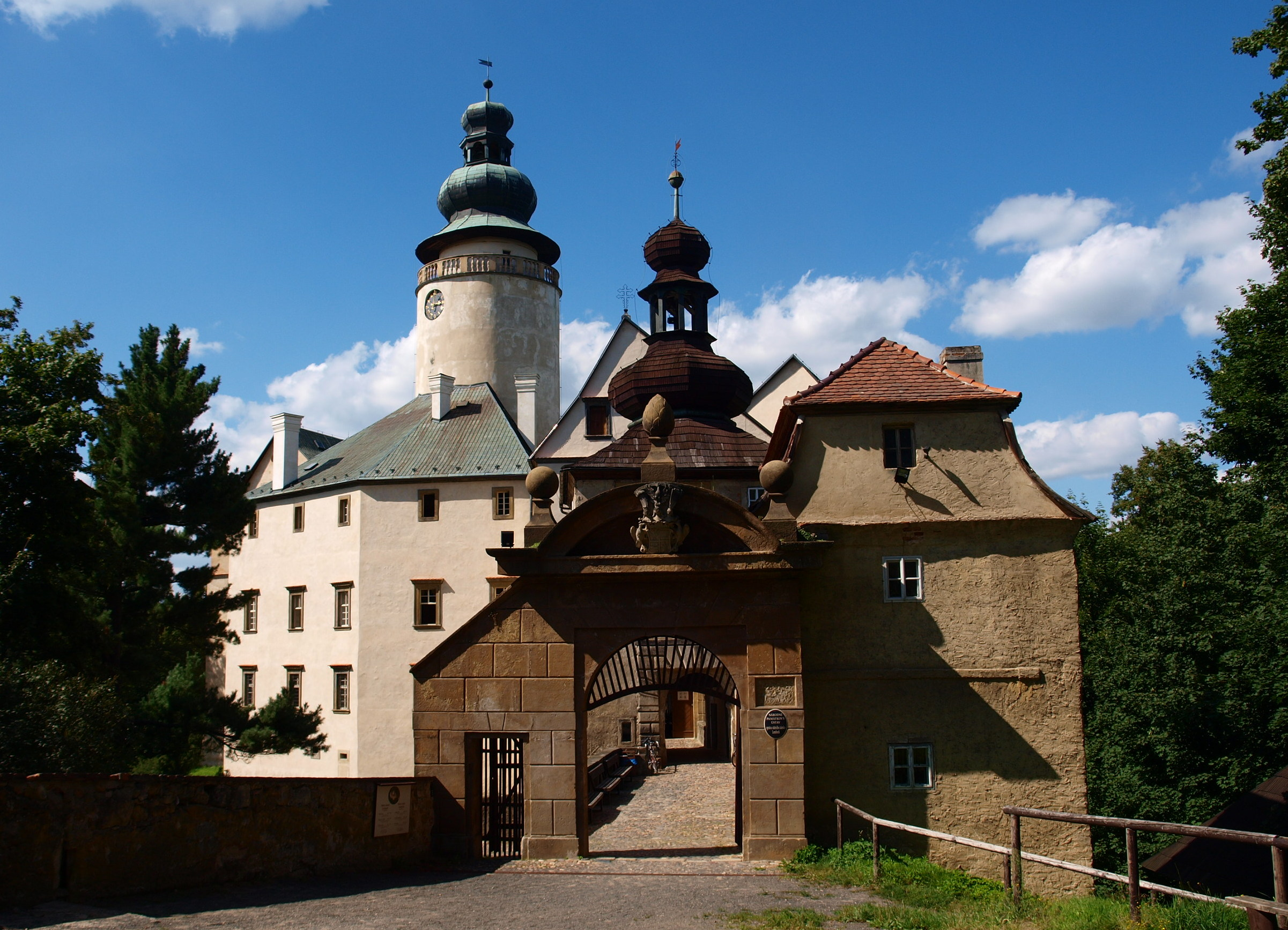
Lâu đài Lemberk

Lâu đài Lemberk là một lâu đài nằm trong dãy núi Lusatian của Cộng hòa Séc, gần thị trấn Jablonné v Podještědí.. Nó nằm ở trung tâm của dãy núi Lusatian, ở làng Lvová phía tây Liberec.

## Lịch sử
Lâu đài được xây dựng vào cuối thế kỷ thứ 12 hoặc đầu ngày 13, bởi Havel of Markvartice. Tái thiết lớn đầu tiên được thực hiện vào thế kỷ 16 mang lại diện mạo phục hưng cho lâu đài, lần thứ hai diễn ra trong thời kỳ baroque trong thế kỷ 17.
Lâu đài đã trải qua những cải tiến theo phong cách baroque khoảng những năm 1660 nhưng ngày nay chỉ có tháp hình trụ vẫn còn nguyên vẹn so với kiến trúc được xây ban đầu. Lâu đài hiện thuộc sở hữu nhà nước và có thể thăm viếng dưới hình thức các tour du lịch.